# إد ليون
إد ليون (بالإنجليزية: Ed Lyon)‏ هو موسيقي ومغني أوبرا ومغني بريطاني، ولد في القرن العشرين.